# Louise Dumont
Louise Dumont, pseudonimo di Louise Maria Hubertine Heynen (Colonia, 22 febbraio 1862 – Düsseldorf, 16 maggio 1932), è stata un'attrice e direttrice teatrale tedesca.

## Biografia
Louise Dumont era la seconda di undici o dodici fratelli, figlia del mercante Christian Joseph Hubert Heynen e di Maria Elisabeth Elise Dumont.
Nel 1879, Louise lavorava come sarta, in seguito al secondo fallimento del padre. Louise Dumont fece un'audizione nel 1882 al Residenz Theatre di Berlino, dove ricevette il suo primo ruolo, prima di trasferirsi a Stoccarda, dove lavorò dal 1889 al 1896. Nel 1898 Dumont lasciò Stoccarda per unirsi al Deutsches Theater di Berlino, dove ottenne i suoi maggiori successi sotto la guida del regista Brahm, soprattutto come interprete di brani di Henrik Ibsen, Hauptmann,conosciuta anche all'estero grazie a fortunate tournée.
Fondò assieme al marito Gustav Lindemann, incontrato nel 1903, lo Schauspielhaus Düsseldorf il 16 giugno 1904, come concorrenti diretti del teatro municipale, dove creò una ribalta che si impose per il suo stile nuovo (una saldatura tra il Naturalismo e il Neoromanticismo), per l'accuratezza della messinscena, per la qualità degli attori usciti dalla sua scuola, quali Gustaf Gründgens, Peter Esser, Adolf Dell, Paul Henckels, Paul Kemp, Wolfgang Langhoff, Maria Alex e Henry Orthmayer, per il vivo contatto culturale mantenuto col pubblico, grazie a collaboratori come Eulenberg, Paul Ernst.